# Władycznoje (obwód jarosławski)
Władycznoje (ros. Владычное) – wieś (sieło) w Rosji, w obwodzie jarosławskim, w rejonie poszechońskim. W 2021 liczyła 146 mieszkańców.